# Claude Le Hénaff
Claude Le Hénaff, né le 2 mai 1922 à Brest, mort le 20 décembre 1995 à Paris 5e, est un jeune officier des Forces françaises libres pendant la Seconde Guerre mondiale, qui s'illustre notamment dans la campagne de Tunisie, la campagne d'Italie et la bataille d'Alsace. Il est Compagnon de la Libération. Il continue à gravir les échelons après la guerre et devient général de corps d'armée, conseiller militaire du gouvernement.

## Biographie
Claude Le Hénaff naît à Brest le 2 mai 1922. Il est le fils d'un contrôleur général de la Marine.
Au début de la Seconde Guerre mondiale, Claude Le Hénaff est en train de suivre des études de droit qu'il interrompt après avoir entendu à Paimpol l'Appel du 18 Juin du général de Gaulle. Il choisit aussitôt d'y répondre et embarque le lendemain 19 juin avec deux cousins sur une goélette pour rejoindre Plymouth en Angleterre,. Il s'engage dans les Forces françaises libres le 1er juillet 1940, en choisissant l'aviation.
C'est cependant dans l'artillerie qu'il est nommé ; il embarque sur le Pennland et participe en septembre 1940 à l'opération de Dakar, affecté à la batterie d'artillerie. L'année suivante, il suit de janvier à août 1941 les cours de l'école d'aspirants de Brazzaville.
Devenu aspirant, Le Hénaff est nommé chef de section antichar en Syrie, au bataillon de marche no 3 (BM3), avec lequel il participe à la campagne de Libye, notamment à proximité de Bardia.
Il passe ensuite au bataillon de marche no 11 à partir de juillet 1942, et combat à la Seconde bataille d'El Alamein, en octobre 1942. Il se fait particulièrement remarquer pendant la campagne de Tunisie, notamment à Takrouna en mai 1943, où malgré les tirs adverses, il mène ses hommes à l'assaut d'un groupe de mitrailleuses ennemi, avec initiative et audace.
Le Hénaff participe ensuite à la campagne d'Italie à partir du 20 avril 1944. Il prend part à la bataille du Garigliano et s'illustre de nouveau à la tête de sa section de mitrailleuse, contre les résistances ennemies. Il débarque ensuite en Provence en août 1944, à Cavalaire, et participe à la bataille de Toulon.
Dans la suite de la libération de la France, il remonte avec son unité vers le nord. Lors de la bataille d'Alsace, il est posté devant Benfeld, parvient à bien motiver ses troupes pour contenir les assauts incessants des Allemands du 10 au 17 janvier 1945, en assurant des tirs précis, sauvegarde ainsi le pont de Benfeld et contribue à préserver Strasbourg de la contre-offensive allemande.
Il est lieutenant à la fin de la guerre, et Compagnon de la Libération par le décret du 16 octobre 1945.
Après la guerre, il est nommé en 1946 instructeur à l'École militaire interarmes, à Coëtquidan. Il est ensuite capitaine en Indochine de 1947 à 1950, et réussit plusieurs missions de reconnaissance.
Après diverses promotions et affectations, Le Hénaff est général de brigade en 1974, puis général de division, et devient conseiller militaire du gouvernement en 1981 et 1982, comme général de corps d'armée.
Claude Le Hénaff meurt le 20 décembre 1995 à Paris, dans le 5e arrondissement. Il est enterré à Ploubazlanec dans les Côtes-d'Armor, en Bretagne.
Des hommages locaux lui sont régulièrement rendus, notamment aux anniversaires de l'Appel du 18 Juin.

## Distinctions
- Commandeur de la Légion d'honneur
- Compagnon de la Libération par décret du 16 octobre 1945
- Grand officier de l'ordre national du Mérite
- Croix de guerre 1939–1945 (3 citations)
- Croix de guerre des Théâtres d'opérations extérieurs
- Croix de la Valeur militaire
- Médaille de la Résistance française par décret du 24 avril 1946[5]